# Léčení masturbace

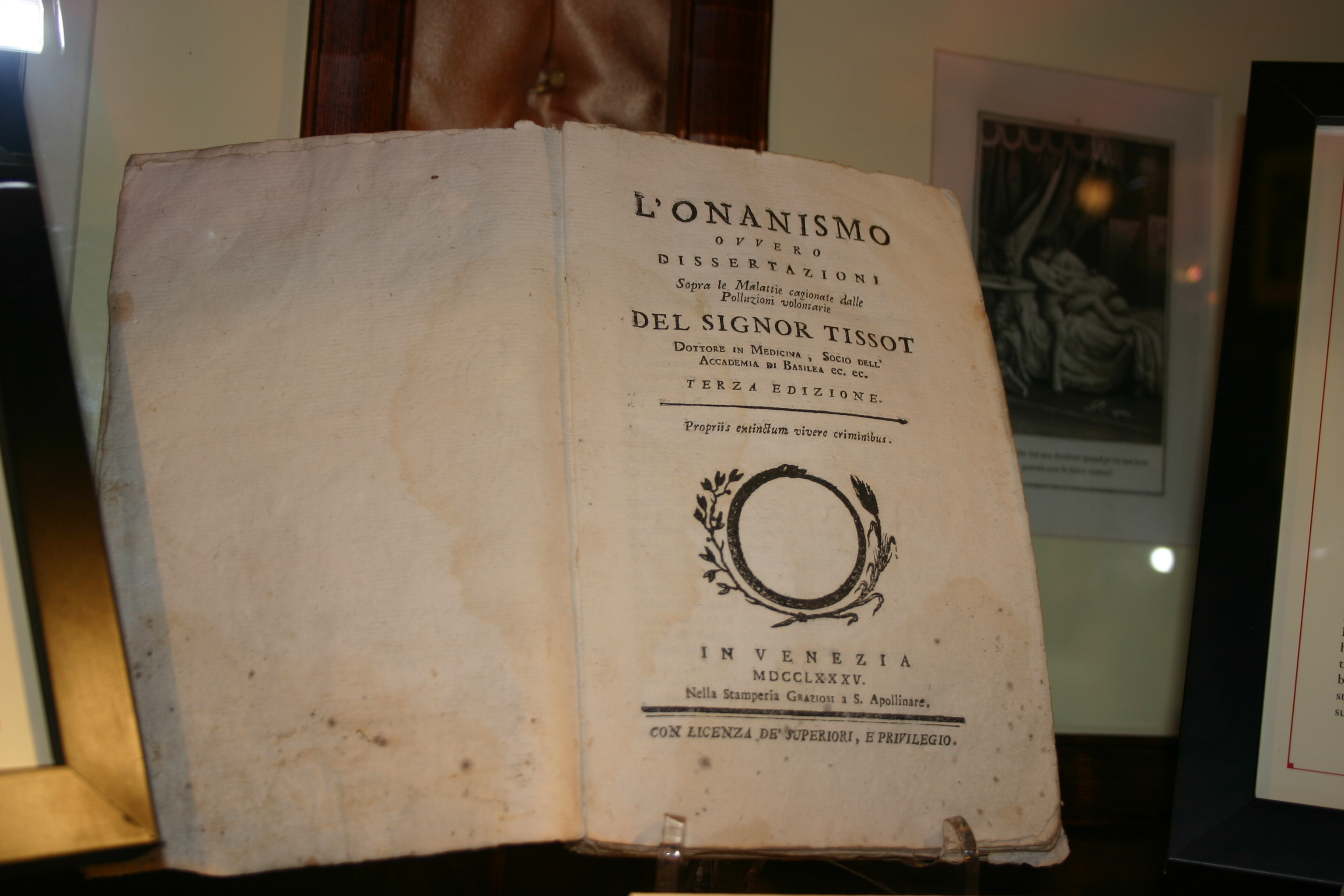
Onanismus – kniha, která se na dlouhá léta stala biblí pokusů o léčbu onanie.

Léčení masturbace (onanismu) je snaha o změnu či odstranění návyku masturbace deklarativně lékařskými metodami.

## Historie
Zatímco otec medicíny Galén považoval masturbaci za zdravou, na konci 18. století švýcarský lékař Samuel Tissot prohlásil masturbaci za příčinu nespočtu fyzických i duševních chorob a zahájil snahu o její léčení, která pokračovala až do padesátých let 20. století. Dalšími významnými spisy o léčbě masturbace jsou anonymní Onania: or the Heinous Sin of Self-Pollution, and AU Its Frightful (1730), a de Binevillova Nymphomania (1771) líčící potíže s furorem uterinus (běsem děložním).
V současnosti odborníci – sexuální psychologové a psychiatři považují masturbaci v přiměřené míře za zdravé, normální chování. Podle některých názorů může častá masturbace snižovat riziko vzniku rakoviny prostaty.

## Léčba masturbace
Metody léčby zahrnovaly celou škálu různých postupů od prostého svazování penisu chlapcům, nasazování nejrůznějších pásů cudnosti (včetně ostnatých, které měly chlapci způsobit bolest při erekci), až po ústavní léčbu, skotské střiky, elektrošoky či kastraci.
V roce 1859 zkonstruoval E. T. Cramer mechanismus nazvaný aidousoter, který si chlapci museli povinně nasazovat na noc.
Ipsace (onanie, masturbace, sebeprznění, samohana) je vůbec veškeré nepřirozené dráždění pohlavních ústrojů bez přímé součinnosti jednotníka druhého pohlaví, zneužívání přirozených sil tělesných i duševních, zločin proti zákonům přírody a morálky, jehož následky - byť nebyly tak hrozné, jak se strašívá, nevedly např. k vysychání míchy, k neschopnosti pohlavní ap. - přece jen tam, kde se ipsace provádí nezřízeně, vedou k otřesení celé soustavy tělesné a podkopání zdraví, třeba se to nejevilo vždy ihned a dostavovaly se následky někdy teprve snížením inteligence (oslabení vůle, změna povahy vlivem výčitek, jež si postižený činí, v plachou, bojácnou) a zdraví v potomstvu.
 Domácí vševěd, 1926 
Onanií zmalátní i ochabne člověk dospělý, úplně už vyvinulý. Tím spíše uškodí neřestí tělu mladistvému, jež dosud nedosáhlo svého rozvoje. Prostopášnému dítěti ani nelze dospěti v muže. Špatně roste, svaly nesílí, anebo, jestli byly již silnější, ztrácejí se, hlas pozbývá zvučnosti a později nedostává se ani síly ke vzrůstu vousů. Oči bývají hluboko zapadlé, pod nimi objevují se temné kruhy, pleť obličeje bývá bledá, ruce vlhké a studené, paměť ochabuje, každá větší námaha tělo jeho velice vysílí, tělo se hrbí, chůze stává se plouživou, nic takového mladíka netěší, stává se nevrlým, popudlivým, ba i za dne velice ospalým, vyhýbá se lidem a mluví-li s někým, upírá zrak k zemi, jakoby se obával, aby mu z očí nevyčetl jeho nectnost. Kdo nebyl již od narození příliš bystrého rozumu, stává se politováníhodným blbcem, ten, kdo nadán byl vlohami, těžko pak chápe a nedbá o učení. Onanista bývá velmi choulostivým, snadno se nachladí a hned dostane rýmy. Kromě toho trpívá tlučením srdce, které zvláště v noční době se dostavuje. Vyšetřující lékař shledá skoro vždy u onanistů rozšířené srdce. Nezřídka onanista trpí též obtížemi žaludečními, špatným trávením a někdy silnými průjmy.
 Názory na masturbaci z roku 1906 
U dívek se za prevenci či léčbu onanismu považovala klitoridektomie, chirurgická amputace klitorisu. Užívaly se svěrací kazajky, pouta a v extrémních případech pálení genitálií žhavým železem.

## Křesťanská terapie masturbace v současnosti
Podle Hanse Rottera je masturbace symptomem poruchy mezilidských vztahů. Masturbace se podle něj vyskytuje především u dětí vystavených krutému zacházení a stresu. Lehčím případem postiženosti onanismem je masturbační frekvence jednou do roka až dvakrát do měsíce. Masturbuje-li dospívající častěji, jedná se o "masturbační krizi", která musí být podle autorova názoru léčena. Má-li mu být pomoženo, musí se mladému člověku poukázat na jeho základní životní problémy, které se stávají "hlubšími principiálními příčinami" autoerotického chování, jak o tom mluví dokument Apoštolského stolce. Autor však své názory neopírá o žádnou objektivní vědeckou studii, jedná se tedy spíše o jeho subjektivní názor.
Jedna z autorit křesťansko-konzervativního hnutí, Gerard J. M. van den Aardweg, soudí, že masturbační krize dospívajících může způsobovat homosexualitu. [zdroj?] Jako účinnou prevenci a léčbu této "poruchy" doporučuje modlitbu k Panně Marii.

## Fotogalerie

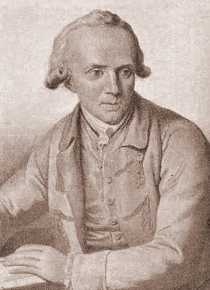
Samuel Tissot (1728–1797), otec boje proti masturbaci.
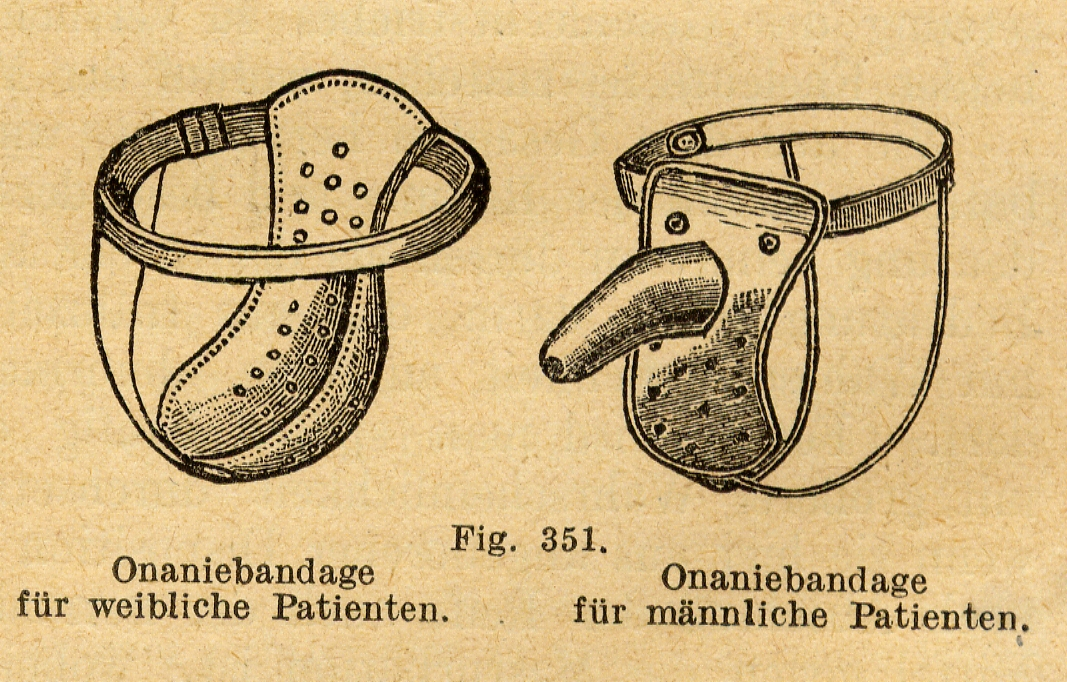
Protimasturbační pásy Alberta Molla, 1926.
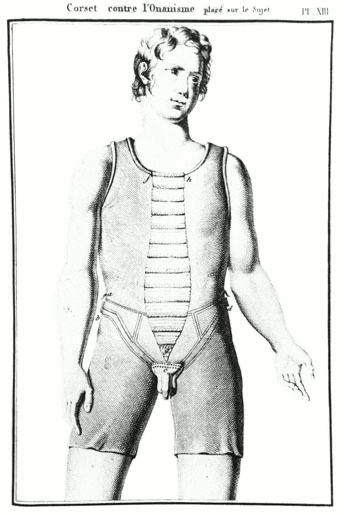
Korzet pro onanisty.
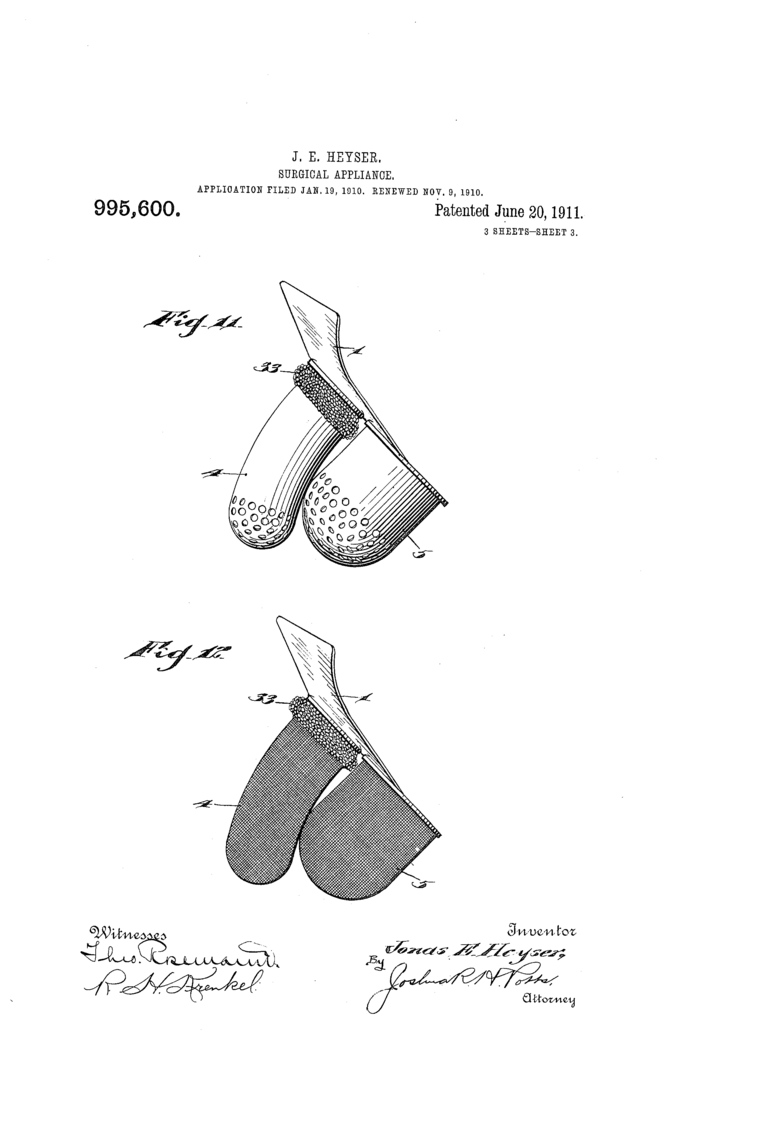
Uzamykatelný pás proti onanii chlapců.